# Brønnøy
Brønnøy ist eine Kommune im norwegischen Fylke Nordland. Die Kommune hat 7838 Einwohner (Stand: 1. Januar 2025). Verwaltungssitz ist die Stadt Brønnøysund.

## Geografie

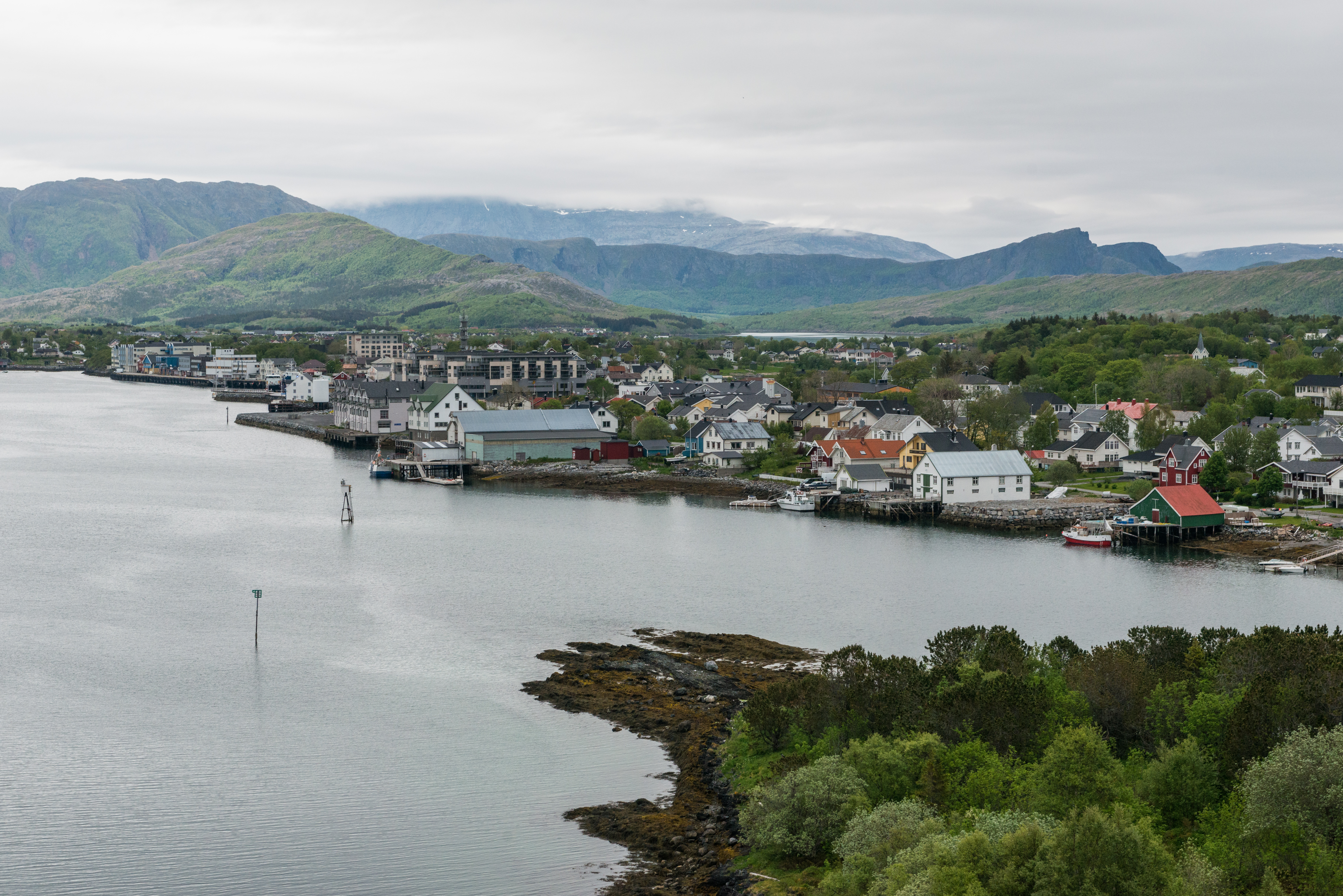
Blick auf Brønnøysund

Die Gemeinde gehört zur Landschaft Helgeland und grenzt an Vevelstad im Norden, Vefsn im Nordosten, Grane im Osten sowie Bindal und Sømna im Süden. Des Weiteren besteht eine Seegrenze zur Inselkommune Vega. Im Norden von Brønnøy schneidet sich der Fjord Velfjorden in das Land ein. Von Süden reicht auch der Fjord Tosen in die Kommune. Zur Gemeinde gehören mehrere Inseln, so unter anderem die Insel Torget. Auf dieser befindet sich die Felsformation Torghatten.
Während der Küstenbereich entlang des Velfjorden weitestgehend flach ist, erreichen die Berge im Landesinneren Höhen von über 1000 moh. Die höchste Erhebung ist die Breivasstinden mit einer Höhe von 1224,8 moh. Sie befindet sich an der Grenze zu Grane im Osten.

## Einwohner
Der Großteil der Bevölkerung lebt entlang des flachen Küstenstreifens und den festlandnahmen Inseln. Die Gebiete im Norden und Osten des Velfjorden sind nahezu unbewohnt. Zur Gemeinde Brønnøy gehören drei sogenannte Tettsteder, also drei Ansiedlungen, die für statistische Zwecke als eine städtische Siedlung gewertet werden. Diese Tettsteder sind Brønnøysund mit 5093 Einwohnern, Toft mit 220 und Nordhus mit 343 Einwohnern (Stand: 1. Januar 2024). Brønnøysund erhielt im Jahr 2000 den Stadtstatus. Des Weiteren wurden zum 1. Januar 2024 11 der insgesamt 599 Bewohner der zum Großteil zu Sømna gehörenden Ortschaft Berg zur Kommune Brønnøy gerechnet.
Die Einwohner der Gemeinde werden Brønnøyfjerding oder Brønnøyværing genannt. Brønnøy hat wie viele andere Kommunen der Provinz Nordland weder Nynorsk noch Bokmål als offizielle Sprachform, sondern ist in dieser Frage neutral.
| Jahr          | 1986 | 1990 | 1995 | 2000 | 2005 | 2010 | 2015 | 2020 | 2025 |
| ------------- | ---- | ---- | ---- | ---- | ---- | ---- | ---- | ---- | ---- |
| Einwohnerzahl | 6832 | 6936 | 7025 | 7433 | 7585 | 7660 | 7934 | 7917 | 7838 |

## Geschichte

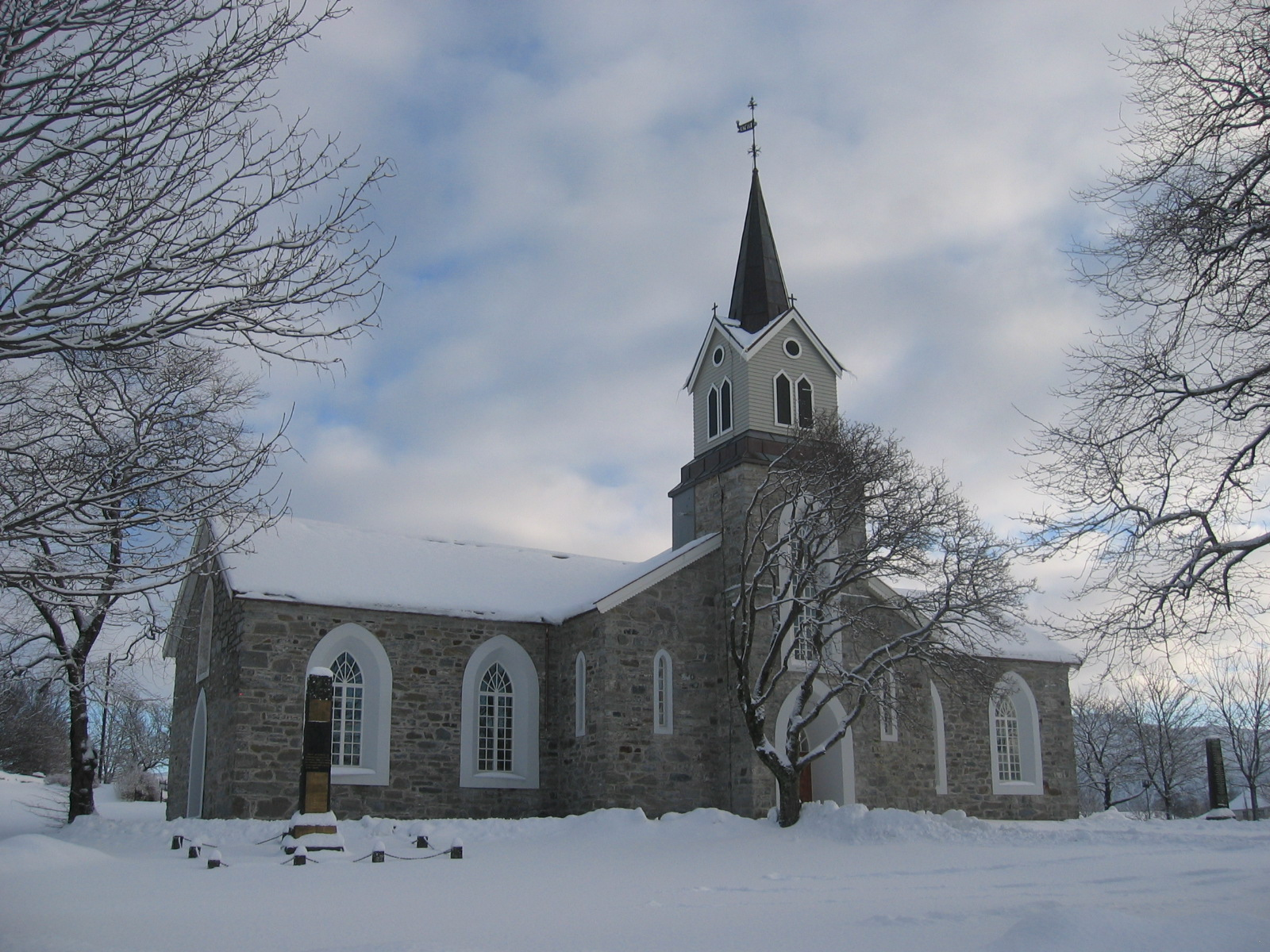
Die Kirche in Brønnøy

Die Gemeinde Brønnøy wurde nach der Einführung der lokalen Selbstverwaltung im Jahre 1837 gegründet. Zum 1. Oktober 1875 wurde die Gemeinde Velfjord mit damals 1162 Einwohnern ausgegliedert, Brønnøy verblieb mit 4156 Einwohnern. Eine erneute Aufspaltung von Brønnøy fand zum 1. Januar 1901 statt, als man Sømna abtrennte und Brønnøy nun noch 2731 Einwohner hatte. Am 1. Januar 1923 wurde auch Brønnøysund eine eigenständige Kommune. Im Jahr 1964 bildete man aus Brønnøysund, Velfjord, Brønnøy, Sømna und Teilen von Bindal die neue Kommune Brønnøy, wovon 1977 Sømna wieder abgespalten wurde. In der Gemeinde liegen mehrere Kirchen, unter anderem die Brønnøy kirke aus dem Jahr 1200.

## Wirtschaft und Infrastruktur

### Verkehr
Der auch unter dem Namen „Küstenstraße“ bekannte Fylkesvei 17 führt entlang der Westküste durch die Gemeinde. An seinem nördlichsten Punkt in der Kommune legen Fähren in die Gemeinden Vega und Vevelstad ab. An der Südküste des Velfjorden verläuft der Fylkesvei 76 in Ost-West-Richtung. An der Grenze zu Grane führt die Straße durch den Tosentunnel und stellt die Verbindung zur Europastraße 6 (E6) her. In Brønnøysund legen Schiffe der Hurtigruten an, zudem liegt dort der Flughafen Brønnøysund.

### Wirtschaft

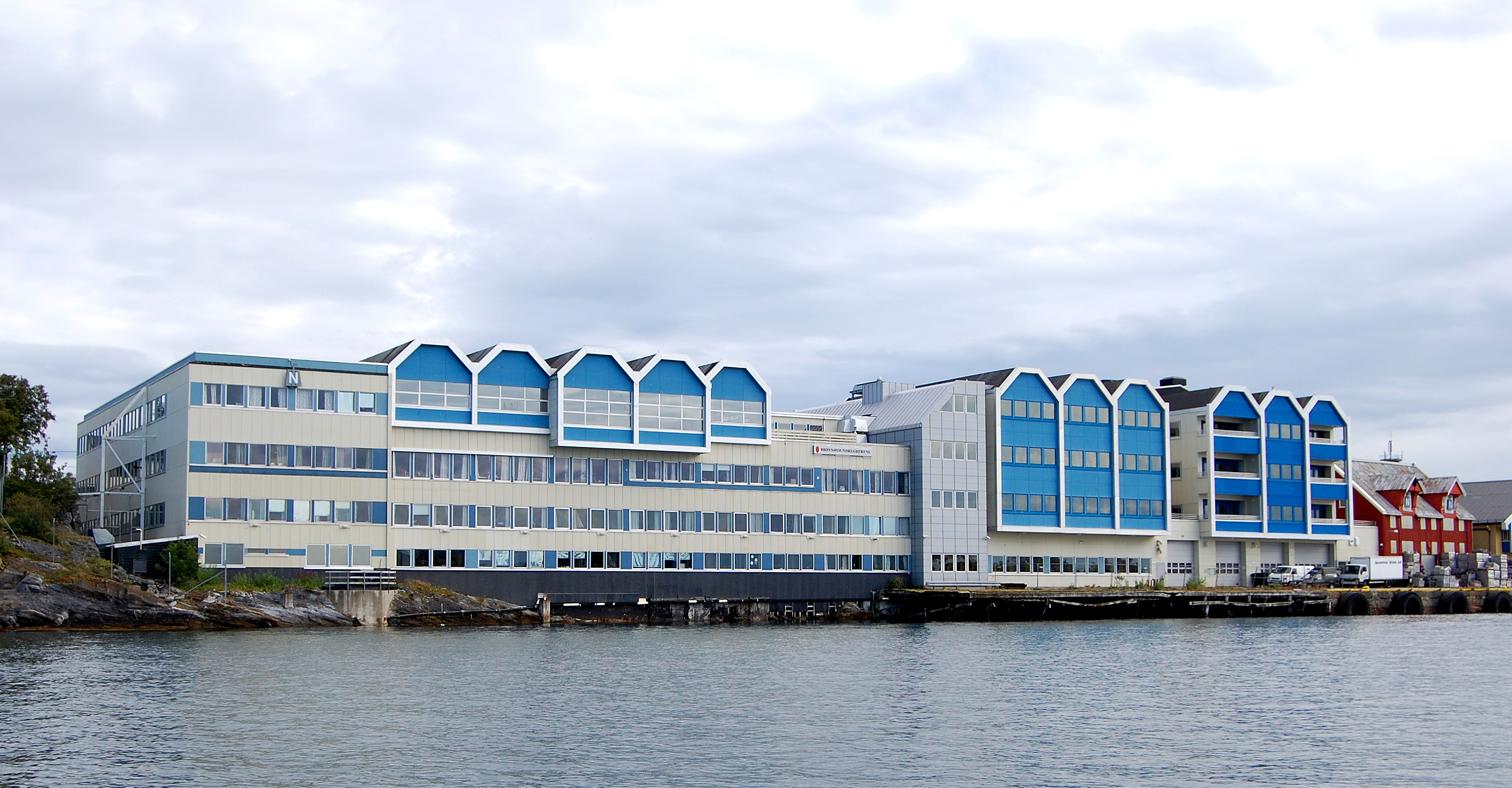
Zentrale der Brønnøysundregistrene

Landwirtschaftlich nutzbare Flächen sind vor allem die Strandebenen. Die agrarische Produktion basiert vor allem auf Tierhaltung, wobei besonders Rinder, Schafe und Hühner gehalten werden. Im Landesinneren ist hingegen die Forstwirtschaft von größerer Bedeutung. Auf den Inseln wird zudem Fischerei betrieben. Eine eher kleine Rolle spielt die industrielle Produktion sowie auch die Stromproduktion. Die Stadt Brønnøysund fungiert als Handels- und Dienstleistungszentrum für die Gemeinde sowie auch für die weitere Umgebung. In Brønnøysund sind auch die sogenannten Brønnøysundregistrene, also verschiedene national geführte Register, beheimatet.  Dort wird auch die Zeitung Brønnøysunds Avis herausgegeben. Im Jahr 2019 arbeitete der überwiegende Anteil der Arbeitstätigen in Brønnøy selbst, nur wenige Personen waren in Gemeinden wie Sømna oder Alstahaug angestellt.

## Name und Wappen
Das seit 1988 offizielle Wappen der Kommune zeigt ein schwarzes Seezeichen auf goldenem Hintergrund. Das Motiv stammt aus Brønnøysunds altem Stadtwappen und soll auf die Bedeutung der Seefahrt hinweisen. Brønnøy wurde im Jahr 1334 als Brunney erwähnt. Die Nachsilbe „-øy“ bedeutet „-insel“ und mit Brønnøy wurde zunächst eine Insel bezeichnet. Der Bestandteil „brønn“ leitet sich hingegen vom altnordischen Wort „brunnr“ ab, welches „Quelle“ bedeutet und darauf hinweist, dass hier Trinkwasservorkommen für die Seefahrer existierten.

## Persönlichkeiten
- Margunn Ebbesen (* 1962), Politikerin